# تشارلز إدوارد سوانسون
تشارلز إدوارد سوانسون هو محامي وسياسي أمريكي، ولد في 3 يناير 1879 في غاليسبورغ في الولايات المتحدة، وتوفي في 22 أغسطس 1970 في كونسيل بلوفس في الولايات المتحدة. نشط حزبياً في الحزب الجمهوري. وقد انتخب عضو مجلس النواب الأمريكي.